# Colchicum imperatoris-friderici
Colchicum imperatoris-friderici là một loài thực vật có hoa trong họ Colchicaceae. Loài này được Siehe ex K.Perss. miêu tả khoa học đầu tiên năm 1999.